# 염소자리잎귀쥐
염소자리잎귀쥐(Phyllotis caprinus)는 비단털쥐과에 속하는 설치류이다. 아르헨티나와 볼리비아에서 발견된다.